# Mapei-Quick Step
La Mapei è stata una squadra maschile italiana di ciclismo su strada, attiva tra i professionisti dal 1993 al 2002.
Sponsorizzata dall'omonima azienda attiva nel settore dell'edilizia, è stata una delle più forti squadre al mondo nella seconda metà degli anni 1990, imponendosi al primo posto nella classifica UCI per squadre dal 1996 al 2000 e poi nuovamente nel 2002. La formazione si aggiudicò in dieci stagioni più di 600 corse: tra queste spiccano un Giro d'Italia e una Vuelta a España con Tony Rominger, dodici classiche monumento, tra cui cinque edizioni in sei anni della Parigi-Roubaix, quattro classifiche di Coppe del mondo individuali e cinque a squadre. Inoltre per quattro volte corridori Mapei vinsero, con la maglia della propria nazionale, il titolo mondiale in linea. Oltre a Rominger vestirono la maglia della squadra campioni come Franco Ballerini, Gianluca Bortolami, Andrea Tafi, Abraham Olano, Johan Museeuw, Pavel Tonkov, Michele Bartoli, Paolo Bettini e Óscar Freire.

## Storia

### 1993-1994: l'esordio e la fusione con CLAS
La squadra nacque a inizio 1993 con il nome Eldor-Viner, diretta dall'ex pro Fabrizio Fabbri e capitanata in corsa dal tricolore in carica Marco Giovannetti: nei primi mesi di attività la formazione ottenne alcuni successi e venne invitata alla Vuelta a España, vincendo anche una frazione con Juan Carlos González. Già dopo la Vuelta la squadra dovette fermarsi per problemi economici e stipendi non pagati; appena prima del Giro d'Italia subentrò a Eldor un nuovo sponsor, la Mapei di Giorgio Squinzi, che consentì al team di partecipare alla "corsa rosa" (con la nuova denominazione Mapei-Viner) e di proseguire l'attività, pur con pochi risultati, fino a fine anno. Al termine della stagione venne trovato l'accordo per la fusione tra la Mapei-Viner e il team spagnolo CLAS-Cajastur, già supportato dal telaista Colnago. Nella rosa della nuova Mapei-CLAS vennero integrati ben tredici ciclisti provenienti dalla formazione asturiana, tra cui il due volte vincitore della Vuelta a España Tony Rominger, insieme ad altri nomi affermati come Mauro Gianetti e Franco Ballerini, dando vita a una "super-squadra" di 30 atleti e ricco budget (due miliardi di lire solo per l'ingaggio di Rominger).
Nel 1994 la nuova Mapei venne invitata ai tre Grandi Giri, alle classiche di Coppa del mondo e alle principali corse a tappe del calendario mondiale. Rominger vinse la sua terza Vuelta a España consecutiva, facendo sue ben sei tappe e vestendo la maglia di capoclassifica dal primo all'ultimo giorno; conquistò anche la Vuelta al País Vasco e la Parigi-Nizza, dovette invece ritirarsi dal Tour de France, prova in cui gareggiava da favorito, per problemi di stomaco. Tra gli italiani, Gianluca Bortolami fece sue una tappa al Tour de France, due gare di Coppa del mondo (Leeds International Classic e Gran Premio di Zurigo) e la classifica individuale della manifestazione, mentre Ballerini ottenne alcuni piazzamenti nelle principali classiche. A fine anno CLAS lasciò la sponsorizzazione: come secondo sponsor subentrò la catena belga di supermercati GB, che portò con sé in Mapei, provenienti dalla GB-MG Maglificio, il direttore sportivo Patrick Lefevere e quattro ciclisti, tra cui lo specialista delle classiche Johan Museeuw.

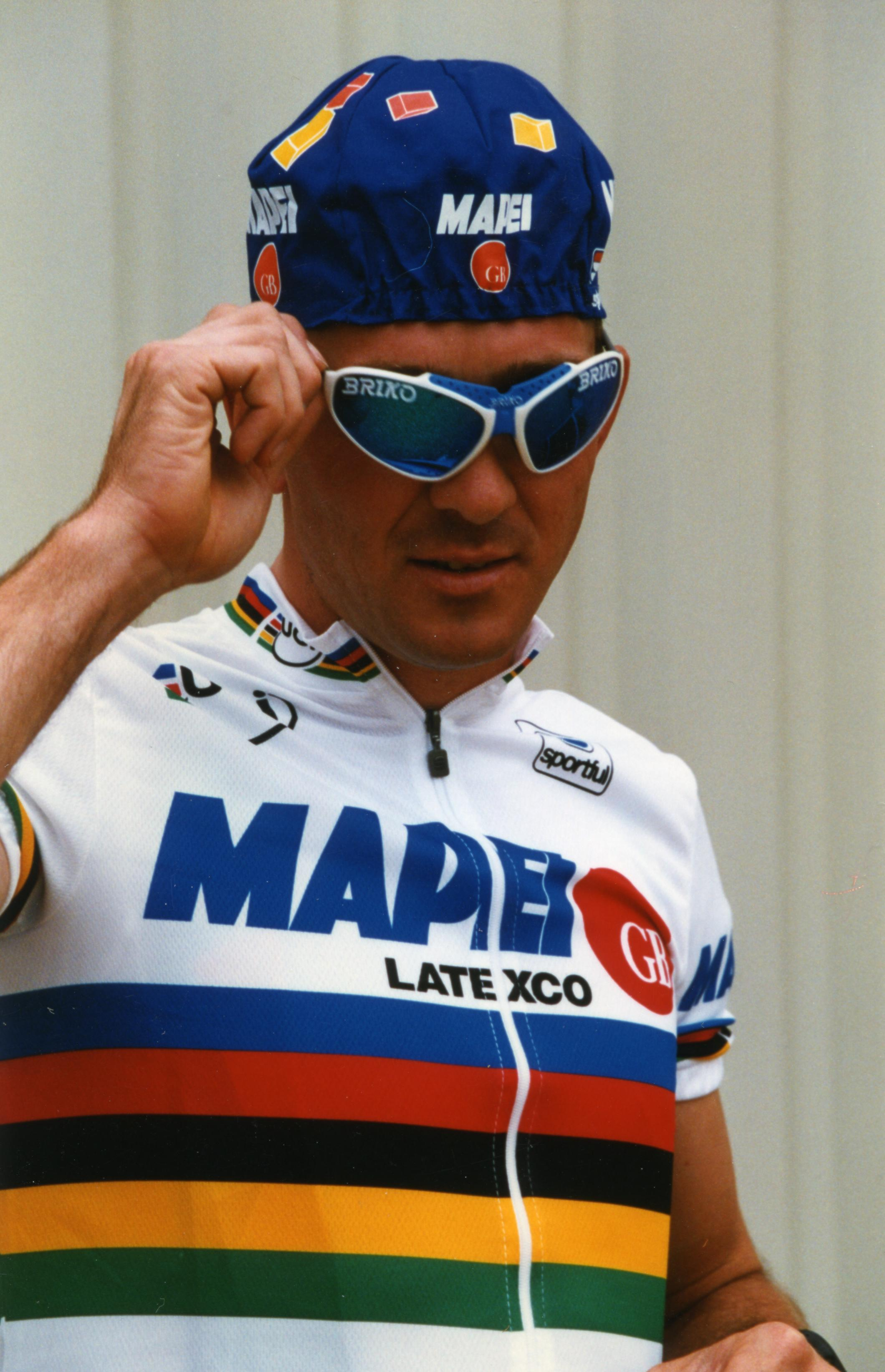
Johan Museeuw nel 1997 con la maglia iridata targata Mapei.

### 1995-1996: la vittoria di Rominger al Giro e la prima tripletta alla Roubaix
Rinforzata dai nuovi innesti, nel 1995 la Mapei-GB seppe primeggiare sia nelle classiche che nelle corse a tappe. In Coppa del mondo arrivarono tre successi parziali, al Giro delle Fiandre e a Zurigo con Museeuw e alla Parigi-Roubaix con Ballerini, e le vittorie nella graduatoria individuale (con lo stesso Museeuw) e in quella a squadre di Coppa. Nelle corse a tappe, Rominger vinse il Giro d'Italia con quattro successi parziali, tra cui tutte e tre le cronometro in programma, ventuno giorni in maglia rosa, dalla seconda all'ultima frazione, e il trionfo anche nella classifica a punti e in quella dell'Intergiro; l'ex CLAS Abraham Olano vinse invece tre tappe e concluse secondo, alle spalle di Laurent Jalabert, alla Vuelta a España, aggiudicandosi poi anche il titolo mondiale in linea a Duitama.
Nel 1996 la squadra puntò su Olano per il Giro d'Italia, sul duo Olano-Rominger per il Tour de France e su Rominger alla Vuelta a España, senza però vincere nessuno dei tre Giri: dopo il secondo posto di Olano nella "Corsa rosa", in Francia i due capitani non andarono oltre un nono (Olano) e un decimo posto (Rominger), mentre in Spagna Rominger vinse due tappe e concluse terzo. Venne invece confermato il predominio nelle classiche: dopo i successi di Tom Steels alla Het Volk e alla Gand-Wevelgem e il terzo posto di Museeuw al Giro delle Fiandre, alla Parigi-Roubaix il terzetto Mapei formato da Museeuw, Bortolami e Andrea Tafi (nell'ordine) staccò tutti arrivando in parata a Roubaix, a siglare un podio tutto Mapei. Nel finale di stagione Museeuw vinse anche il campionato del mondo in linea a Lugano e la classifica di Coppa del mondo, mentre Tafi fece suo il  Giro di Lombardia sancendo il dominio di Mapei nella graduatoria a squadre di Coppa.

### 1997-1998: la fusione con Panaria e i piazzamenti di Tonkov al Giro
Per la stagione 1997 venne concretizzata la fusione tra Mapei-GB e il gruppo sportivo Panaria-Vinavil, guidato da Giuseppe Saronni ma già co-sponsorizzato da Colnago e Vinavil, azienda dal 1994 parte del gruppo Mapei. Arrivarono in squadra nove ciclisti dalla Panaria, tra cui il vincitore del Giro 1996 Pavel Tonkov, oltre all'esperto Gianni Bugno dalla MG Maglificio e a Stefano Zanini dalla Gewiss-Playbus, mentre lasciarono il team Rominger, Olano e gli altri spagnoli. Durante l'anno Tonkov concluse secondo al Giro d'Italia, dietro a Ivan Gotti, dopo aver vinto tre frazioni e vestito di rosa per undici giorni; fece inoltre sue due tappe alla Vuelta a España prima di abbandonare la corsa. In Coppa del mondo i ciclisti Mapei ottennero solo un successo, alla Rochester Classic con Tafi, ma numerosi podi, tra cui i secondi posti all'Amstel Gold Race con Tafi e al Giro di Lombardia con Paolo Lanfranchi, e i terzi al Giro delle Fiandre con Ballerini e alla Parigi-Roubaix con Museeuw, e il secondo posto nella classifica finale a squadre. In stagione arrivarono in tutto 95 vittorie, superando il record di 82 dell'annata precedente.

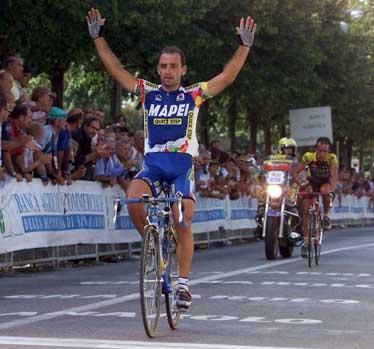
Paolo Bettini in maglia Mapei-Quick Step nel 2001 alla Coppa Placci

Nel 1998 l'organico della Mapei-Bricobi, dal nome del nuovo secondo sponsor, fu confermato in blocco. Tonkov concluse di nuovo secondo al Giro d'Italia, questa volta alle spalle di Marco Pantani, vincendo la tappa dell'Alpe di Pampeago, mentre al Tour de France arrivarono sei successi parziali, quattro dei quali in volata con Tom Steels, e l'ottavo posto finale di Daniele Nardello. La Coppa del mondo fu nuovamente terreno di vittorie, con il successo Mapei nella graduatoria a squadre; contribuirono a questo risultato la doppietta Museeuw-Zanini al Giro delle Fiandre, la tripletta (come già nel 1996) Ballerini-Tafi-Wilfried Peeters alla Parigi-Roubaix, e il successo in maglia iridata di Oscar Camenzind, fresco vincitore al mondiale di Valkenburg, al Giro di Lombardia.

### 1999-2002: gli ultimi anni e il ritiro
Nel 2002, ultimo anno di attività, la squadra aveva come amministratore unico Aldo Sassi e come team manager Alvaro Crespi; in quella stagione risultava essere la squadra ciclistica con il budget più alto, con circa 10 milioni di euro. Il team vantava inoltre un notevole impegno nel settore giovanile, con la sponsorizzazione e collaborazione con 26 squadre delle categorie minori in Italia, Germania, Belgio e Svizzera, per un totale di 500 giovani atleti, e la gestione di Mapei Sport, un avanzato centro di medicina sportiva a Olgiate Olona (VA), attivo anche per conto terzi.
A fine 2002 Mapei ritirò la propria sponsorizzazione e il team fu rifondato in Belgio con il nome Quick Step in seguito alla fusione con la Domo-Farm Frites diretta da Lefevere.

## Cronistoria

### Annuario
| Anno | Codice | Nome                                                          | Cat. | Biciclette | Dirigenza |
| ---- | ------ | ------------------------------------------------------------- | ---- | ---------- | --- |
| 1993 | -      | Eldor-Viner (fino a metà maggio) Mapei-Viner (da metà maggio) | -    | Viner      | Dir. sportivi: Giovanni Mantovani, Piero Pieroni |
| 1994 | -      | Mapei-CLAS                                                    | -    | Colnago    | Dir. sportivi: Fabrizio Fabbri, Waldemaro Bartolozzi, Juan Fernández Martín, Jesús Suárez Cueva                                                            |
| 1995 | MAP    | Mapei-GB-Latexco                                              | -    | Colnago    | Manager: Fabrizio Fabbri Dir. sportivi: Waldemaro Bartolozzi, Juan Fernández Martín, Jesús Suárez Cueva, Alvaro Crespi, Patrick Lefevere                   |
| 1996 | MAP    | Mapei-GB                                                      | -    | Colnago    | Manager: Fabrizio Fabbri Dir. sportivi: Waldemaro Bartolozzi, Juan Fernández Martín, Jesús Suárez Cueva, Alvaro Crespi, Patrick Lefevere                   |
| 1997 | MAP    | Mapei-GB                                                      | -    | Colnago    | Manager: Giuseppe Saronni Dir. sportivi: Pietro Algeri, Fabrizio Fabbri, Patrick Lefevere, Maurizio Piovani                                                |
| 1998 | MAP    | Mapei-Bricobi                                                 | -    | Colnago    | Manager: Giuseppe Saronni Dir. sportivi: Pietro Algeri, Fabrizio Fabbri, Patrick Lefevere, Maurizio Piovani, Claude Criquielion                            |
| 1999 | MAP    | Mapei-Quick Step                                              | GSI  | Colnago    | Manager: Patrick Lefevere Dir. sportivi: Fabrizio Fabbri, Claude Criquielion, Serge Parsani, Marc Sergeant                                                 |
| 2000 | MAP    | Mapei-Quick Step                                              | GSI  | Colnago    | Manager: Alvaro Crespi, Patrick Lefevere (fino a luglio) Dir. sportivi: Fabrizio Fabbri, Roberto Damiani, Serge Parsani, Marc Sergeant, Jesús Suárez Cueva |
| 2001 | MAP    | Mapei-Quick Step                                              | GSI  | Colnago    | Manager: Alvaro Crespi Dir. sportivi: Fabrizio Fabbri, Roberto Damiani, Serge Parsani, Jesús Suárez Cueva, Eric Vanderaerden, Joxean Fernández             |
| 2002 | MAP    | Mapei-Quick Step                                              | GSI  | Colnago    | Manager: Alvaro Crespi Dir. sportivi: Fabrizio Fabbri, Roberto Damiani, Serge Parsani, Jesús Suárez Cueva, Eric Vanderaerden                               |

### Classifiche UCI
| Anno | Classifica | Pos. | Migliore cl. individuale |
| ---- | ---------- | ---- | ------------------------ |
| 1995 | -          | 2º   | Tony Rominger (2º)       |
| 1996 | -          | 1º   | Johan Museeuw (4º)       |
| 1997 | -          | 1º   | Pavel Tonkov (5º)        |
| 1998 | -          | 1º   | Andrea Tafi (7º)         |
| 1999 | GSI        | 1º   | Paolo Bettini (13º)      |
| 2000 | GSI        | 1º   | Paolo Bettini (10º)      |
| 2001 | GSI        | 4º   | Paolo Bettini (9º)       |
| 2002 | GSI        | 1º   | Paolo Bettini (3º)       |

## Palmarès

### Grandi Giri
- Giro d'Italia

Partecipazioni: 10 (1993, 1994, 1995, 1996, 1997, 1998, 1999, 2000, 2001, 2002)
Vittorie di tappa: 13
1995: 4 (4 Tony Rominger)
1997: 5 (3 Tonkov, Missaglia, Di Grande)
1998: 1 (Pavel Tonkov)
2000: 2 (Axel Merckx, Paolo Lanfranchi)
2001: 1 (Stefano Zanini)
Vittorie finali: 1
1995 (Tony Rominger)
Altre classifiche: 2
1995: Punti (Rominger), Intergiro (Rominger)
- Tour de France

Partecipazioni: 9 (1994, 1995, 1996, 1997, 1998, 1999, 2000, 2001, 2002)
Vittorie di tappa: 15
1994: 1 (Gianluca Bortolami)
1998: 6 (4 Steels, Svorada, Nardello)
1999: 3 (3 Tom Steels)
2000: 4 (2 Steels, Bettini, Zanini)
2002: 1 (Óscar Freire)
Vittorie finali: 0
Altre classifiche: 0
- Vuelta a España

Partecipazioni: 10 (1993, 1994, 1995, 1996, 1997, 1998, 1999, 2000, 2001, 2002)
Vittorie di tappa: 26
1993: 1 (Juan Carlos González Salvador)
1994: 6 (6 Tony Rominger)
1995: 4 (3 Abraham Olano, Adriano Baffi)
1996: 5 (2 Steels, 2 Rominger, Nardello)
1997: 5 (3 Ján Svorada, 2 Pavel Tonkov)
1998: 1 (Gianni Bugno)
1999: 1 (Daniele Nardello)
2000: 3 (2 Óscar Freire, Davide Bramati)
Vittorie finali: 1
1994 (Tony Rominger)
Altre classifiche: 1
1996: Scalatori (Tony Rominger)

### Classiche monumento
- Giro delle Fiandre: 3

1995, 1998 (Johan Museeuw); 2002 (Andrea Tafi)
- Parigi-Roubaix: 5

1995, 1998 (Franco Ballerini); 1996, 2000 (Johan Museeuw); 1999 (Andrea Tafi)
- Liegi-Bastogne-Liegi: 2

2000, 2002 (Paolo Bettini)
- Giro di Lombardia: 2

1996 (Andrea Tafi); 1998 (Oscar Camenzind)

### Campionati nazionali
- Campionati belgi: 4

In linea: 1996 (Johan Museeuw); 1998 (Tom Steels); 2000 (Axel Merckx); 2002 (Tom Steels)
- Campionati cechi: 1

In linea: 1998 (Ján Svorada)
- Campionati giapponesi: 1

In linea: 1997 (Yoshiyuki Abe)
- Campionati italiani: 5

In linea: 1997 (Gianni Faresin); 1998 (Andrea Tafi); 2000 (Michele Bartoli); 2001 (Daniele Nardello)
Cronometro: 1994 (Andrea Chiurato)
- Campionati spagnoli: 3

In linea: 1994 (Abraham Olano); 1996 (Manuel Fernandez Gines)
Cronometro: 1994 (Abraham Olano)
- Campionati statunitensi: 1

In linea: 2000 (Fred Rodriguez)
- Campionati svizzeri: 2

In linea: 1997 (Oscar Camenzind)
Cronometro: 2002 (Fabian Cancellara)
- Campionati ungheresi: 4

In linea: 2000 (László Bodrogi)
Cronometro: 2000, 2001, 2002 (László Bodrogi)